# داتشيان

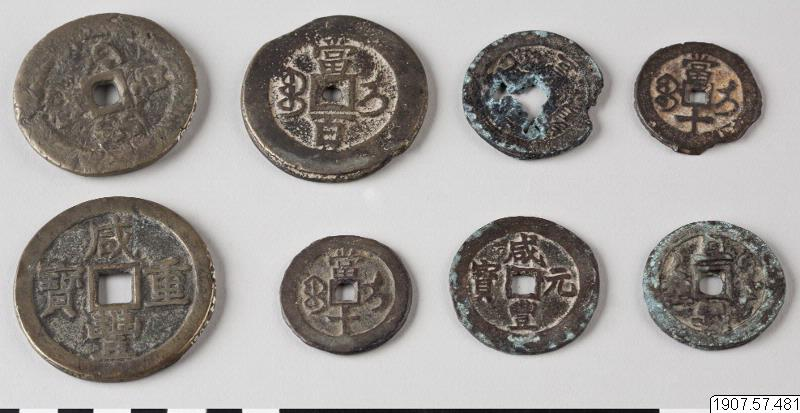
عملات نقدية متنوعة ذات قيمة كبيرة من عصر شيانفينغ أنتجتها دار سك العملة إيلي ، شينجيانغ.

داتشيان ( بالصينية التقليدية : 大錢، وتعني "عملة نقدية كبيرة") هي عملات نقدية كبيرة الحجم، أُنتجت في عهد أسرة تشينغ، بدءًا من عام ١٨٥٣ حتى عام ١٨٩٠. استُخدمت هذه العملات سابقًا في السلالات الصينية السابقة، وواجهت مشاكل مماثلة لعملة داتشيان في القرن التاسع عشر. يشير هذا المصطلح إلى العملات النقدية التي تبلغ قيمتها ٤ ون أو أكثر.
في عهد الإمبراطور شيان فنج، واجهت حكومة سلالة تشينغ أزمات كبيرة، أبرزها ثورة تايبينغ ، التي أثقلت كاهل نفقات الحكومة بشكل كبير، واستجابة لذلك، قدمت الحكومة عددًا كبيرًا من الإصلاحات النقدية بما في ذلك إدخال عملات نقدية ذات قيم اسمية عالية، في حين كانت قيمتها الجوهرية أقل بكثير. لم تحظ هذه العملات النقدية بقبول جيد من قبل الجمهور الصيني ولم يكن تداولها طويلاً حيث رفضها السوق بسرعة إلى حد ما بعد طرحها. بعد عام 1855، توقف إنتاج جميع فئات داتشيان بخلاف 10 وين ، بينما استمرت عملات 10 وين النقدية في التداول بنسبة 20٪ فقط من قيمتها الاسمية.
كانت معظم عملات داتشيان عبارة عن عملات نقدية مصنوعة من سبائك النحاس ، ولكن أيضًا أُنتِجَت عملات داتشيان المصنوعة من الحديد والرصاص خلال عصر شيان فنج.
وقد حدث داتشيان الصيني بالتزامن مع وربما ألهم عمليات تخفيض مماثلة للعملات النقدية في اليابان في عهد توكوغاوا ، وكوريا في عهد جوسون ، وجزر ريوكيو ، وفيتنام في عهد نجوين .

## تاريخ

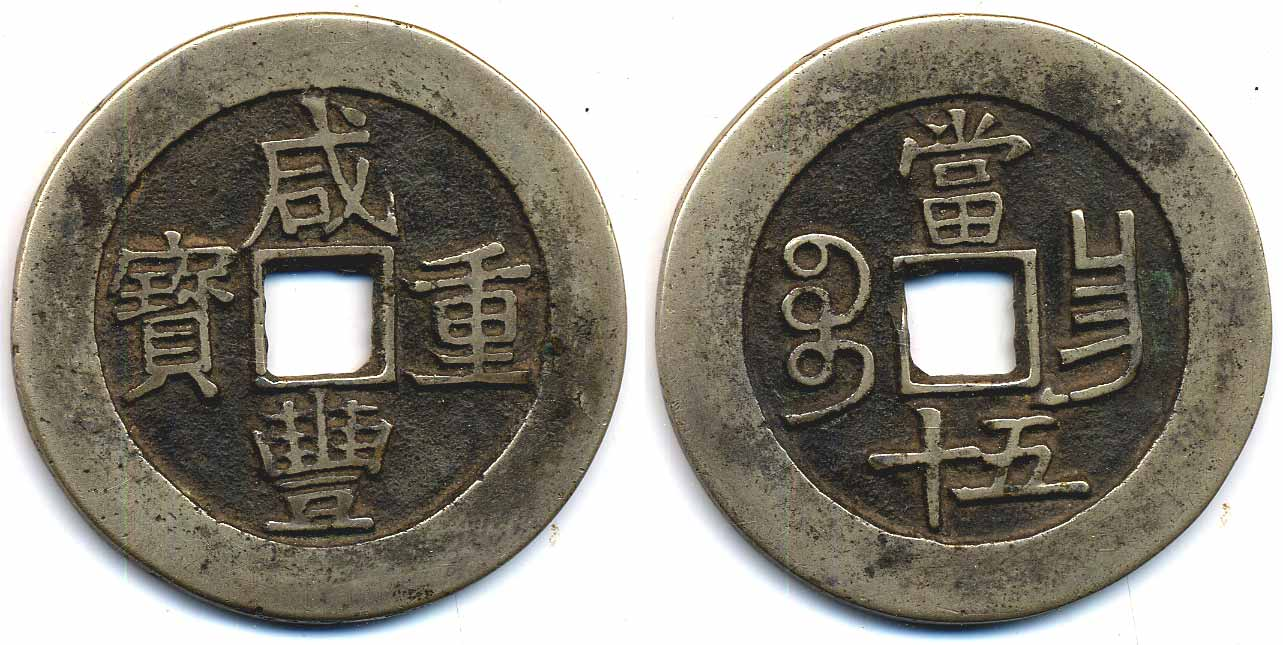
عملة نقدية Xianfeng Zhongbao (咸豐重寶) بقيمة 50 ون صادرة عن Jiangxi Mint.

### الموارد والخلفية المحدودة
حدث عدد كبير من الانتفاضات الفلاحية واسعة النطاق، وثورات الأقليات العرقية والدينية، فضلاً عن الغزوات الأجنبية للصين في عهد الإمبراطور شيانفينغ ، بما في ذلك تمردات نيان ومياو وبانثاي وريد توربان ‏ ودا تشنغ وتاي بينغ ‏ ، وحرب الأفيون الثانية .   كان لهذه الأحداث الكبرى آثار مدمرة للغاية على اقتصاد أسرة تشينغ ‏ بالإضافة إلى تعطيل حكومة أسرة تشينغ من تحصيل الضرائب. خلال ذروة تمرد تايبينغ، قُطِعَ وصول الحكومة إلى مناجم النحاس الجنوبية من قبل قوات المتمردين، وكان لهذا العجز عن الوصول إلى احتياطياتها من النحاس تأثير عميق على سك عملة أسرة تشينغ في هذا العصر.  في حين أن عملة شيانفينج تونجباو كانت في البداية مثل سلسلة العملات النقدية السابقة في عصر تشينغ، إلا أنها لم تُنتج إلا بفئة 1 ون ، إلا أن الحكومة سرعان ما اضطرت إلى إنتاج فئات أعلى لمواصلة تمويل نفقاتها العسكرية الضخمة. 

### مناقشات السياسة النقدية خلال عهد شيانفينج
بعد أن استولى متمردو تايبينغ على نانجينغ في عام 1853 ‏، دارت مناقشات جادة حول السياسة النقدية لحكومة أسرة تشينغ حيث أدى احتلال جنوب الصين من قبل مملكة تايبينغ السماوية ‏ إلى قطع العديد من مصادر الإيرادات، بما في ذلك عائدات الضرائب، وجزيات الحبوب الإقليمية الجنوبية، وضريبة الملح المفروضة على منطقة هواي، ومناجم النحاس في يونان التي جاءت منها إمدادات النحاس لدار سك العملة الإمبراطورية في بكين.  أدت هذه الظروف إلى نقص في إمدادات الفضة الإمبراطورية (من الضرائب) وإمدادات العملات النقدية المصنوعة من سبائك النحاس.  قُدِّمَت مقترحات مختلفة لمعالجة انخفاض دخل الحكومة والعجز المالي، ومن بين هذه المقترحات كانت الأغلبية تتعلق بالإصلاحات النقدية.  ومن بين الاقتراحات كانت مقترحات لإنتاج الفضة محليًا حتى تعتمد ولاية تشينغ بشكل أقل على تدفق الدولارات الفضية الأجنبية ، ولكن هذا الاقتراح قوبل بقدر كبير من الشكوك حيث كان من الصعب للغاية إنشاء عمليات تعدين وسك الفضة في الصين في ذلك الوقت، بينما دعت مقترحات أخرى إلى إلغاء الفضة تمامًا كوسيلة للتبادل في الصين. 
سعت مقترحات أخرى إلى إدخال الذهب وحتى اليشم إلى النظام النقدي الصيني وأرادت حظر جميع الاستخدامات غير الدينية للمعادن الثمينة مثل الذهب والفضة.  وتبين أن المقترحات الأكثر تأثيرًا هي تلك التي دعت إلى تخفيض قيمة العملات النحاسية وإدخال عملات نقدية عالية القيمة من سبائك النحاس.  وعلاوة على ذلك، اعترفت بعض المقترحات بصعوبة تحديد أسعار صرف متعددة بين جميع الأموال الجديدة وتكاليف المعاملات المرتفعة التي من شأنها أن تثقل كاهل العملات منخفضة القيمة مثل العملات النقدية من سبائك النحاس، ودعا هؤلاء المقترحون إلى إعادة إدخال النقود الورقية، سواء القابلة للتحويل أو غير القابلة للتحويل إلى عملات معدنية. 
في حين كانت حكومة أسرة تشينغ مترددة في البداية في اعتماد سياسة نقدية جديدة، فقد استقرت على تخفيض قيمة العملة النحاسية، وإصدار أوراق نقدية غير قابلة للتحويل، وإنشاء بنوك حكومية جديدة.  في الواقع، تُسُرِّعَ في السياسات النقدية الجديدة واختلف تنفيذها اختلافًا كبيرًا عن المقترحات الفعلية، وعلاوة على ذلك، سيثبت التنفيذ أنه غير متماسك تمامًا.  في النهاية، انحدرت السياسة النقدية لسلالة تشينغ خلال عصر شيانفينج إلى فرض عملة نحاسية مخفضة القيمة على الشعب الصيني، مع خلق العديد من العقبات التي من شأنها أن تمنع هذه العملات النقدية الجديدة من العودة إلى الحكومة على الإطلاق. 

### تقديم أموال جديدة
أدت التدابير المتخذة خلال ثورة تايبينغ إلى تعقيد النظام النقدي الصيني أكثر، إذ طرحت عددًا كبيرًا من أنواع العملات المختلفة التي كانت تُتداول جميعها في وقت واحد كعملة قانونية .  كان التضخم المفرط خلال عهد شيانفينغ ناتجًا عن حكومة سلالة تشينغ، في سعيها اليائس للحصول على الإيرادات، حيث خفضت باستمرار قيمة النحاس في عملاتها. علاوة على ذلك، أُعلنت جميع الأوراق النقدية التي أصدرتها غير قابلة للتحويل بعد إصدارها بفترة وجيزة. بدأ خفض قيمة النحاس في 24 أبريل من عام 1853 مع طرح عملة داتشيان (大錢، "الأموال الطائلة").  
بدءًا من أبريل من عام 1853، بدأت داران للسك في مدينتين إنتاج عملة داتشيان، وكانت السلسلة الأولى ذات قيمة اسمية قدرها 10 ون ، وكان وزن هذه العملات النقدية 0.6 تايل وكانت نقائها مماثلاً لنقاوة عملة تشي تشيان (制錢، "العملات النقدية القياسية")، وهذا يعني أن العملة قد انخفضت قيمتها بنحو 50٪. 
لم يُقبل طرح عملة 10 ون النقدية إلا على مضض من قبل السوق الصينية، وقد تسبب طرحها في انتشار تزويرها على نطاق واسع.  لم تكن هذه العملات المزيفة تزن بقدر 10 ون داتشيان التي أصدرتها الحكومة.  علاوة على ذلك، كان من المفترض أن تُتَداوَل جميع عملات داتشيان جنبًا إلى جنب مع العملات الموجودة بالفعل في الصين، ثم تُقبَل بالقيمة الاسمية ولم تُجمع العملات القديمة من قبل الحكومة لإعادة صهرها.  في النهاية قُلِّل وزن عملات 10 ون النقدية إلى 0.22 تايل فقط. 
في عام 1854، قُدِّمَت داتشيان جديدة، وكانت فئاتها تتراوح من 5 ون إلى 1000 ون .  وخلال نفس الوقت، بدأت حكومة أسرة تشينغ في إصدار أوراق نقدية قابلة للتحويل، أو غوان هاو تشيان بياو (官號錢票)، والتي كانت مدعومة في الغالب بداتشيان.  صُمِّمَت هذه الأوراق النقدية الصادرة عن الحكومة على غرار الأوراق النقدية المصرفية الخاصة، والمعروفة باسم سيهاو تشيان بياو ‏ (私號錢票)، والتي ستستمر في التداول حتى بعد تقديم هذه الأوراق النقدية الحكومية. أُصدِرَت هذه الأوراق النقدية من قبل تسعة بنوك حكومية مختلفة، أربعة من هذه البنوك أُنشِئَت حديثًا لتداولها.  حُسِبَ كل من داتشيان وجوان هاو تشيانبياو باستخدام وحدة الحساب جينج تشيان (京錢)، ولكن عُقِّدَت بسبب حقيقة أن القيمة الاسمية لهذه الأوراق النقدية الحكومية كانت مقومة بالدين المستحق الذي يجب سداده من خلال دفع العملات النقدية. 
ولتمويل نفقاتها العسكرية الهائلة، اتخذت الحكومة عدة مبادرات نقدية، حيث قدمت الحكومة أوراق كنز تشينغ النقدية (大清寶鈔)  الورقية النقدية المصنوعة من سبائك النحاس وعملات التايل الفضية هوبو غوانبياو (戶部官票)  على الرغم من أن احتياطيات الإمبراطورية الفضية كانت غير كافية على الإطلاق لدعم العملة الورقية الجديدة.  قُلِّل حجم ووزن عملات 1 وين شيانفينج تونجباو النقدية، وقد جرى ذلك لتوفير النحاس الذي كان في نقص بسبب انقطاع خطوط الإمداد من مناجم النحاس في يونان بسبب الحروب التي حدثت في جنوب الصين. 
كانت الفئات الكبيرة من العملات النقدية المصنوعة من سبائك النحاس والتي سُكَّت في عهد الإمبراطور شيانفينج تتراوح بين 4 ون ، و5 ون ، و10 ون ، و20 ون ، و30 ون ، و40 ون ، و50 ون ، و80 ون ، و100 ون ، و200 ون ، و500 ون ، و1000 ون .  لم تكن هذه الداتشيان موحدة بأي حال من الأحوال ولم يكن من غير المألوف أن تكون عملة نقدية بقيمة 50 ون التي تنتجها دار سك واحدة أكبر وأثقل من عملة نقدية بقيمة 100 ون التي تنتجها دار سك أخرى، أو أن تكون عملة نقدية بقيمة 100 ون التي تنتجها دار سك واحدة أكبر وأثقل من عملة نقدية بقيمة 1000 ون التي تنتجها دار سك أخرى.  كان هذا الافتقار إلى الاختلاف بين الطوائف مهمًا لأن معظم مستخدميها كانوا أميين وبالتالي لم يتمكنوا من التمييز بينها. 
من بين دور سك العملة المختلفة التي كانت تعمل في الصين في ذلك الوقت، اشتهرت دار سك العملة في فوتشو بصنع عدد كبير من أنواع عملات داتشيان النقدية ذات الخصائص المحلية. 
حدث تقديم عملات شيان فينغ ذات الفئة الكبيرة بالتزامن مع عملة تينبو تسوهو فئة 100 مون التي أصدرها شوغونية توكوغاوا في عام 1835 (رد فعل على عجز الحكومة)،  وعملة 100 مون ، المعروفة باسم دانغبايكجيون ، من قبل مملكة جوسون في كوريا في عام 1867،    وعملات Ryukyuan النقدية فئة 100 مون   ونصف شو ،    وعملات تو دوك باو ساو النقدية ذات الفئة الكبيرة في فيتنام .    تسببت كل هذه العملات النقدية ذات الفئة الكبيرة أيضًا في التضخم على مستويات مماثلة.
القيمة الاسمية لكل من داتشيان وغوان هاو تشيانبياو لم تعكس الواقع، على سبيل المثال في عام 1861 سيحصل المرء على 7500 ون فقط من العملات النقدية (أو 750 عملة نقدية بقيمة 10 ون ) عند صرف الأوراق النقدية الصادرة عن الحكومة بقيمة 15000 ون . علاوة على ذلك، وعلى عكس العملات النقدية المادية، اُستُخدِمَت وحدة العملة "سلسلة العملات النقدية" أو دياو (吊) لتمثيل 1000 ون في الوثائق الحكومية، ولكن دُفِعَت 500 عملة نقدية مادية فقط لكل سلسلة ورقية.  في عام 1854 مع استنزاف احتياطيات النحاس لسلالة تشينغ، بدأت حكومة سلالة تشينغ في إصدار داتشيان حديدي يُعرف باسم تيتشيان (鐡錢).  إن العملية التي تطورت في ظلها تضخم شيانفينج كشفت عن قدرة حكومة أسرة تشينغ على الإكراه بقدر ما كشفت عن القيود المفروضة على إدارتها النقدية.  وبعد بضع سنوات فقط من طرح العملات المذكورة أعلاه، بدأت جميعها تتعرض لخصم كبير في السوق. 
من الممكن أن يزن مثال على عملة داتشيان الشائعة في عصر شيانفينج ما يعادل وزن عملتين نقديتين قياسيتين، مما يمنحها قيمة جوهرية تبلغ 2 ون ، في حين أن قيمتها المختومة تعادل عشرة ون . 
كما حظيت الأوراق النقدية غير القابلة للتحويل، التي صدرت ودُفعت عبر السوق الصينية، بالسلطة القسرية الكاملة للدولة المركزية.  أدت هذه السياسات النقدية إلى رد فعل فوري في السوق في المناطق التي تودوِلَت فيها، بل إنها، بناءً على شائعة، تسببت في إغلاق محلات الصرافة المحلية وكانت وراء هروب رؤوس الأموال من العاصمة بكين.  تفاقم انعدام الثقة العامة في الصين تجاه هذه الأموال الجديدة عندما رفضت الوكالات الحكومية في النهاية قبول "الأموال النقدية الكبيرة" كشكل من أشكال الدفع. 

### التضخم والاستهلاك
وقد ميز بينج زيي بين ثلاث مراحل متميزة للدورة التضخمية خلال تضخم شيانفينج .  أولاً كانت المرحلة الأولى هي تقديم وتخفيض قيمة الأموال الجديدة تدريجيًا، والتي أعقبها انهيار مالي في أوائل عام 1857، عندما بدأت النقود القياسية، أو تشي تشيان (制錢)، في الاختفاء من السوق الصينية ( قانون جريشام )، وأخيرًا تعرضت الأموال الجديدة لتخفيض أكثر حدة ارتبط بتضخم الأسعار المرتفع. 
نظرًا لأن العملات النقدية المصنوعة من سبائك النحاس كانت ذات قيمة ضئيلة للغاية، فمن غير المرجح استخدامها كمخزن للقيمة، ونظرًا لأن نقلها كان ثقيلًا ومكلفًا للغاية، لم تُستخدم العملات النقدية المصنوعة من سبائك النحاس أيضًا كثيرًا في التجارة لمسافات طويلة بسبب إزعاجها.  وهذا يعني أنه عندما يُبالَغ في قيمة العملات النقدية ذات الفئات الكبيرة، كان من المرجح أن يصهرها الصينيون من أجل التزوير بدلاً من محاولة تصديرها إلى مناطق أخرى.  وهذا أيضًا جعل من المرجح أن ترسل العملات النقدية المصنوعة من سبائك النحاس التي نشأت في المناطق القريبة من بكين عملاتها النقدية إلى المدينة لتُصهَر وتحويلها إلى داتشيان مزيفة. 
بعد بضع سنوات فقط من طرحها، بدأت كل من عملة الداتشيان والعملات الورقية الصادرة عن الحكومة في الحصول على خصم حاد في الأسواق التجارية الصينية.  في هذا الوقت، بدأت عملة داتشيان في التداول بقيمتها الجوهرية بدلاً من قيمتها الاسمية.  ونظرًا لقيمتها الجوهرية المنخفضة والإزعاج العام، أوقِفت جميع عملات الداتشيان ذات الفئات الأعلى من 50 ون في غضون عام من طرحها. 
بعد فترة وجيزة جدًا من طرحها، تم قبول العملات النقدية بقيمة 10 ون بنسبة 30٪ فقط من قيمتها الاسمية، واستمر هذا الانحدار حتى وصل إلى 20٪ فقط من قيمتها الاسمية (2 ون ) في السوق الصينية. 
ثبت أن كل من عملة داتشيان والعملات الورقية كانت حلولاً قصيرة الأجل لحكومة أسرة تشينغ، حيث انتهى قبول عملة داتشيان في غضون ثلاث أو أربع سنوات من إنشائها.  في العاصمة بكين، سيترجم هذا التغيير ببساطة إلى تعديل اسمي دائم في وحدات الحسابات المستخدمة داخل المدينة، مع قفزة لمرة واحدة في مستوى السعر الاسمي مما يزيده خمسة أضعاف بناءً على وحدات داتشيان. 
اقتصرت سياسة التضخم المتمثلة في تخفيض قيمة العملات النحاسية وإصدار النقود الورقية غير القابلة للتحويل إلى حد كبير على منطقة العاصمة بكين والمقاطعات المجاورة لها مباشرةً، وذلك بسبب محدودية سيطرة حكومة تشينغ السياسية على معظم أنحاء الصين في وقت تمرد تايبينغ.  خلال هذه الحقبة، أدى إدخال وحدة "العملات النقدية الكبيرة" في العاصمة إلى زيادة صعوبة إجراء المعاملات بين المناطق بسبب وجود وحدات العملة الإقليمية. 

### بعد عام 1855
بعد عام 1855، استمر إنتاج 10 وين داتشيان فقط، ولكنها كانت تتداول بأسعار مخفضة للغاية. 

### عصر تشيشيانغ / عصر تونغزي
خلال السنوات الأولى من حكم إمبراطور تونغتشي ‏ ، استخدم لقب "تشي شيانغ" (祺祥) واستمر إنتاج 10 وين داتشيان، ولفترة وجيزة تم إنتاج داتشيان مع نقش تشي شيانغ تشونغباو (祺祥重寶).   ونظرًا لعدم استخدام اسم عصر تشي شيانغ لفترة طويلة، فقد سُكَّت العملات النقدية التي تحمل تاريخ هذا العصر لفترة قصيرة جدًا، لدرجة أن عددًا صغيرًا فقط من دور سك العملة الحكومية أنتجت عملات نقدية بهذا النقش.  وشملت هذه الدور دار سك العملة التابعة لوزارة الأشغال العامة ‏ (寶源)، ودار سك العملة التابعة لوزارة الإيرادات ‏ (寶泉)، ودار سك العملة في يوننان (寶雲)، ودار سك العملة في قانسو (寶鞏)، ودار سك العملة في سوتشو (寶蘇). 
عندما تغير الاسم الملكي إلى تونغزي، سحبت دور سك العملة الحكومية أو دمرت العملات الأم ‏ التي تحتوي على نقوش تشي شيانغ ثم نقشت عملات أم جديدة لإنتاج عملات نقدية تحمل نقوش تونغزي تونغباو (同治通寶) وتونغزي تشونغباو (同治重寶).  غُلِّفَ كل من تونغزي تونغباو وتونغزي تشونغباو داتشيان. 

### عصر جوانجكسو

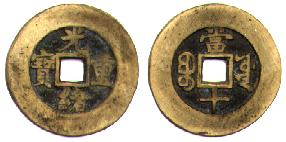
عملة نقدية من فئة Guangxu Zhongbao (光緒重寶) بقيمة 10 ون.

في عام 1883، حاولت الحكومة الإمبراطورية لسلالة تشينغ إعادة العملات النقدية المصنوعة من سبائك النحاس إلى وحداتها الأصلية، لأن الوحدات الجديدة خلقت حالة من الفوضى بين محلات الصرافة الخاصة في الصين، الذين كانوا على استعداد لدفع عملات نقدية ممتازة من سبائك النحاس لاستعادة أوراقهم النقدية التي أنتجتها بشكل خاص ‏ والتي صدرت بوحدات "نقد بكين" (جينج تشيان).  وقد تم ذلك خوفًا من التكلفة الرأسمالية الكبيرة المترتبة على الاضطرار إلى استرداد أوراقهم النقدية لاحقًا والتي كانت تستند إلى المعايير السابقة للعملات النقدية المصنوعة من سبائك النحاس. 
حتى عام 1890، استمرت دور سك العملة التابعة للحكومة الإمبراطورية في بكين في إنتاج عملات داتشيان جوانجشو تشونغباو (光緒重寶) بقيمة 10 ون ، حتى حلت محلها عملات تشينغ النحاسية العظيمة ‏ التي ستلعب نفس الدور في النظام النقدي للصين. 

## خمس عملات معدنية بقيمة عشر عملات
عملات فايف ميتال ڤيو تِن هي عملات نقدية صينية أصدرتها وزارة الإيرادات ‏ مصنوعة من سبيكة من القصدير والحديد والنحاس والفضة والذهب.  تحتوي على نقوش الوجه Tongzhi Zhongbao (同治重寶) أو Guangxu Zhongbao (光緒重寶) وكلها مبنية على 10 وين دا تشيان.  تحتوي هذه العملات النقدية الخاصة بشكل ملحوظ على علامات سك العملة الخاصة بمقاطعات فوجيان وقوانغدونغ وقوانغشي وقويتشو وإيلي وجيانغسو وجيانغشي وهوبي وهونان وشانشي وشنشي وسيتشوان ويوننان وتشجيانغ وتشيلي ‏ على الرغم من عدم إنتاج أي دا تشيان من هذه الفترات في أي من هذه الدور.  أُنشِئَت هذه العملات النقدية الخاصة لتكون بمثابة هدية رأس السنة الجديدة .

## [25]الأوراق النقدية المقومة بالداتشيان

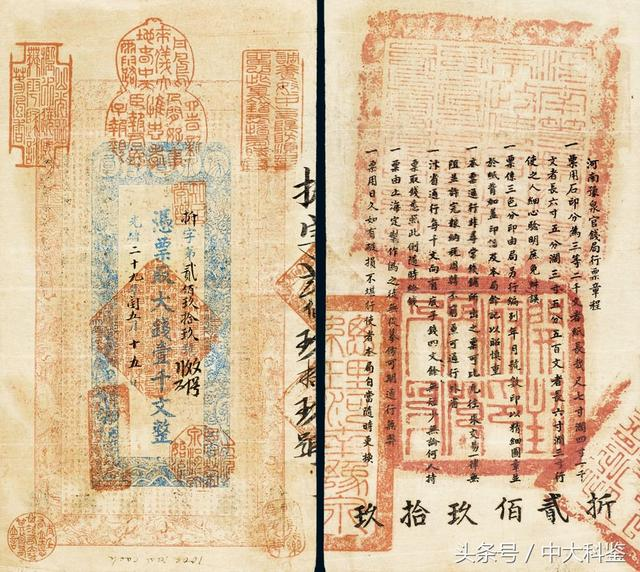
ورقة نقدية بقيمة 500 ون (伍百文) صادرة عن مكتب المال الرسمي في يوتشيوان (豫泉官錢局) في عام Guangxu 27 (1901) المقومة بـ "Daqian".
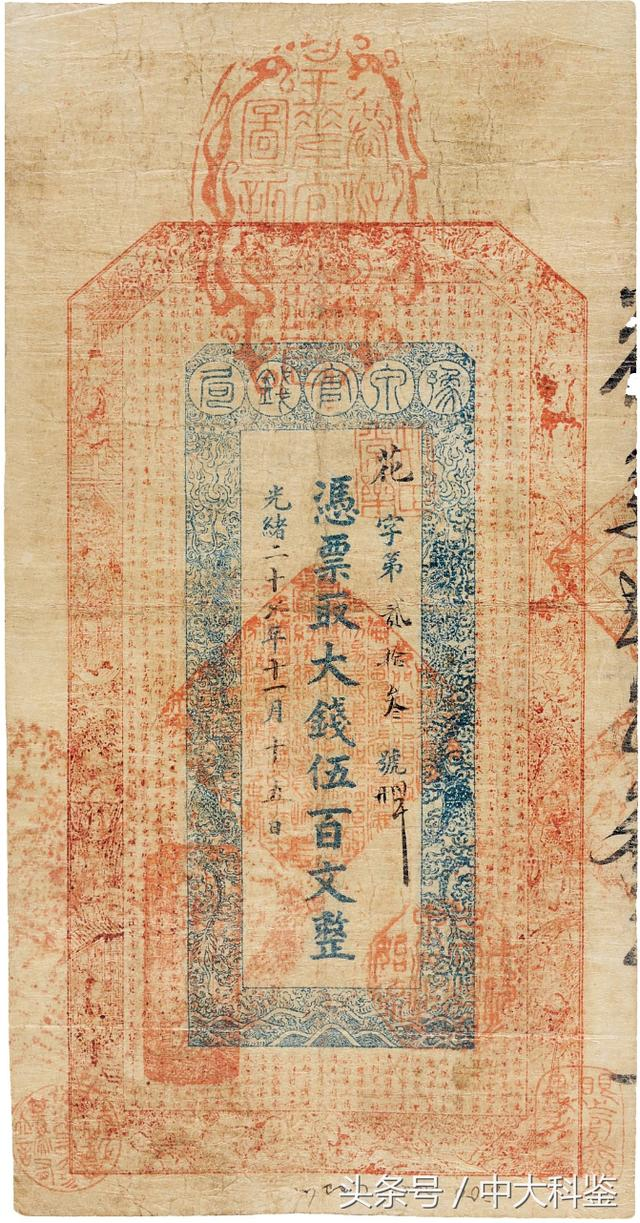
ورقة نقدية بقيمة 500 ون (伍百文) صادرة عن مكتب المال الرسمي في يوتشيوان (豫泉官錢局) في عام Guangxu 27 (1901) المقومة بـ "Daqian".
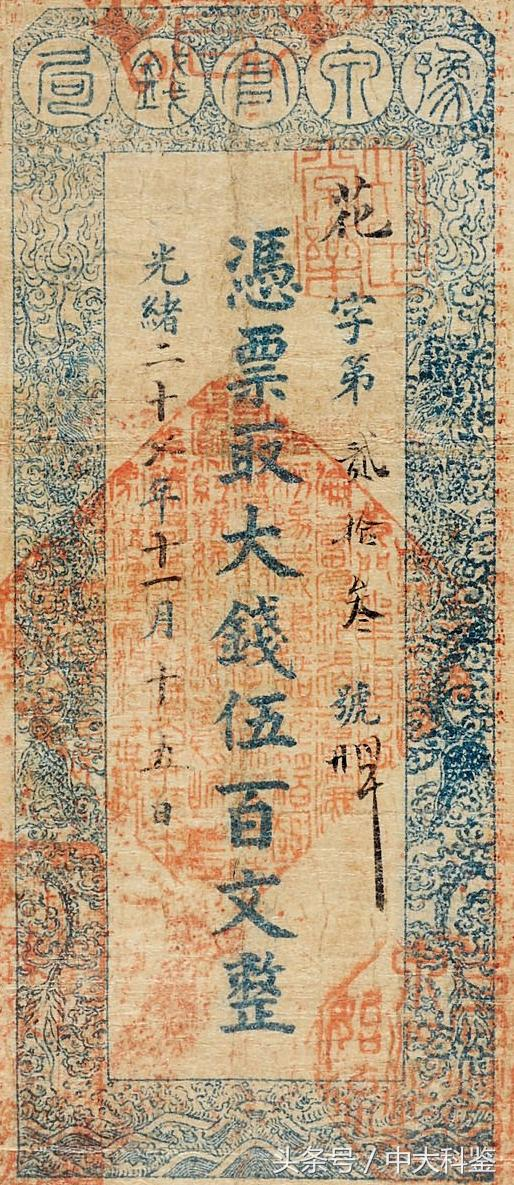
ورقة نقدية بقيمة 500 ون (伍百文) صادرة عن مكتب المال الرسمي في يوتشيوان (豫泉官錢局) في عام Guangxu 27 (1901) المقومة بـ "Daqian".